# فرودگاه مالمه
فرودگاه مالمه (به انگلیسی: Maleme Airport) یک فرودگاه همگانی است که یک باند فرود آسفالت دارد و طول باند آن ۱۰۵۰ متر است. این فرودگاه در کشور یونان قرار دارد و در ارتفاع ۵ متری از سطح دریا واقع شده است.